# Der Welten-Express
Der Welten-Express ist eine Jugendromanreihe der deutschen Autorin Anca Sturm aus dem Bereich der Fantasy. Die Reihe ist als Trilogie konzipiert; bisher sind zwei Bände erschienen. Der erste Band erschien im Jahr 2018 im Carlsen-Verlag. Das Buch gewann mehrere Auszeichnungen, darunter den Goldenen Bücherpiraten sowie den Saarländischen Kinder- und Jugendbuchpreis. Der zweite Band erschien 2019 ebenfalls im Carlsen-Verlag. Die Bücher sind für ein Lesealter ab zehn Jahren geeignet.

## Handlung

### Der Welten-Express (Band 1 der Trilogie)
Die dreizehnjährige Flinn Nachtigall lebt mit ihrer Mutter Inga und ihren Brüdern im kleinen Ort Weidenborstel in der Nähe von Hamburg. Ihren Vater hat sie nie kennengelernt. Der Umgang in der Familie ist wenig liebevoll, in der Schule ist Flinn nicht beliebt, und sie hat keine Freunde. Ihr engster Freund, ihr älterer Halbbruder Jonte, verschwand zwei Jahre zuvor auf geheimnisvolle Art und Weise.
Weidenborstel hat einen stillgelegten Bahnhof, und dort verbringt Flinn gern ihre Freizeit. Eines Nachts hält dort ein seltsamer Zug, der von einer Dampflok gezogen wird. Flinn steigt ein und trifft dort den Kohlenjungen Fedor Kulikow, der sie unter seine Fittiche nimmt. Sie erfährt, dass es sich bei dem Welten-Express um ein magisches, rollendes Internat handelt, eine Schule für Kinder aus schwierigen sozialen Verhältnissen aus aller Welt, denen eine große Zukunft bevorsteht. Da sie keine Fahrkarte für den Welten-Express hat, müsste sie eigentlich wieder aussteigen, aber der Schulleiter Daniel lässt sie für zwei Wochen mitfahren.
Flinn freundet sich bereits am ersten Tag mit Pegs Havelmann – einem Mädchen aus dem Schaustellermilieu – und Kasim – einem ehemaligen Straßenjungen aus Indien – an. Flinn hat herausgefunden, dass ihr Bruder Jonte Schüler im Welten-Express war, und sie ist entschlossen, ihn zu finden, muss aber bald feststellen, dass er sich nicht mehr an Bord befindet.
Flinn und ihre Freunde finden heraus, dass Madame Florett und die überhebliche Garabina ein Geheimnis miteinander haben, wissen aber nicht, was es ist. Beim nächtlichen Versuch, Spuren von Jonte zu finden, stoßen sie auf Sture Anoi, einen Freund Garabinas. Zwischen Sture und Fedor kommt es zum Streit, und Sture fordert Fedor zum Duell auf, das eine Woche später auf dem Dach des Zuges stattfinden soll. Flinn ertappt Sture dabei, dass er (verbotenerweise) an einer magischen Vorrichtung bastelt – einer Art Hörgerät, mit dem es möglich sein soll, auch außerhalb des magischen Radius von 100 m um den Zug alle Sprachen zu verstehen. Flinn leiht sich das Hörgerät aus und stellt zu ihrer Bestürzung fest, dass sie mit diesem Gerät ihren Bruder Jonte sowie ein Mädchen namens Jetti hören kann. Jonte ist zwei Jahre zuvor aus dem Zug verschwunden, Jetti bereits 25 Jahre zuvor. Flinn kann mit dem Gerät also in die Vergangenheit hören.
Flinn und ihre Freunde begreifen nun, dass Madame Florett, Garabina und Sture Anoi an einer Möglichkeit arbeiten, die Zeit zurückzudrehen, um Madame Floretts Schwester Jetti zurückzuholen. Da ein Zurückdrehen der Zeit um 25 Jahre auch ein Auslöschen von Flinn und ihren Freunden bedeuten würde, müssen sie diesen Plan mit allen Mitteln verhindern. In der Nacht des Duells zwischen Fedor und Sture kommt es auf dem Zugdach zum Kampf, bei dem Fedor leicht und Garabina schwer verletzt wird und Madame Florett vom Zugdach fällt.
Schließlich sind die zwei Wochen um, und Flinn muss in Weidenborstel wieder aussteigen. Auf dem Bahnsteig erhält sie in letzter Sekunde doch noch eine Fahrkarte für den magischen Zug und darf wieder an Bord, um für die nächsten fünf Jahre Schülerin im Welten-Express zu sein.

### Zwischen Licht und Schatten (Band 2 der Trilogie)
Flinn ist nun Schülerin im Welten-Express und teilt sich ihr Abteil mit ihrer Freundin Pegs. Die Neuigkeit, dass Flinn ihr Ticket vom Tiger Tiderius bekommen hat, spricht sich rasend schnell herum und sorgt für einiges Aufsehen, denn die allermeisten Pfauen erhalten ihr Ticket von der Bekassine, einige auch vom Hasen – „Tigerkinder“ sind eine große Seltenheit. Tigerkinder sind so etwas wie magische Superhelden, die Großes leisten und die Welt verändern.
Die Reise vom Welten-Express geht über Polen und die Ukraine nach Russland. An der ukrainischen Grenze wird mitten in der Nacht zum Umspuren ein Zwischenstopp im Umspurwerk eingelegt. Dort wird Flinn von einem unheimlichen Schatten erschreckt. Wie sich viel später herausstellt, handelt es sich dabei um den Schatten von Madame Florett, die sich bei dem Aufenthalt im Umspurwerk heimlich an Bord geschlichen hat.
Flinn findet heraus, dass ihr Bruder Jonte Mitglied der Schülergang „Nordwaschbären“ gewesen sein soll. Sie kann das nicht glauben, denn die Mitglieder sind ausnahmslos unsympathisch und rücksichtslos. Um mehr über die Nordwaschbären und ihr Verhältnis zu Jonte zu erfahren, nimmt sie an einer von den Nordwaschbären organisierten Olympiade teil. Sie findet außerdem heraus, dass die flackernde Zugbeleuchtung kein Zufall ist, sondern der verstorbene Schulgründer Stephenson ihr auf diese Weise Nachrichten im Morsecode sendet. Die Botschaft lautet, dass der Zug in Gefahr ist und Flinn ihn retten muss.
Eines Tages bleibt der Zug mitten im tief verschneiten Russland auf offener Strecke stehen. Es scheint mehrere schwerwiegende Probleme zu geben, die darauf hindeuten, dass die Magie des Zuges beschädigt wurde. Außerdem ist der kleine Jakub Pavlak spurlos aus dem Zug verschwunden. In der Nacht entdecken Flinn und ihre Freunde, dass ihre Lehrer sich in zehnjährige Kinder verwandelt haben. Sie begreifen, dass Madame Florett nie vorhatte, die Zeit insgesamt zurückzudrehen, sondern nur für die Erwachsenen. Dies scheint ihr nun gelungen zu sein – die Schüler sind auf sich allein gestellt. Die Nordwaschbären überlassen Flinn ein Buch, das ihrem Bruder Jonte gehört hat. Es enthält eine Legende über den „Nachtfänger“, eine Sagengestalt, die nachts Kinder holt und durch sogenannte „Schrankportale“ verschleppt. Flinn vermutet, dass der Kleiderschrank in Jakubs Abteil ein solches Schrankportal ist und er vom Nachtfänger geholt wurde, genau wie Jonte, Jetti und andere Pfauen vor ihnen. Flinn beschließt, sich ebenfalls vom Nachtfänger holen zu lassen, um ihren Bruder wiederzufinden.
Der Plan geht auf. Flinn verschwindet im Schrankportal und kommt im Haus Delectus, der verfeindeten Schule für böse Magie, wieder zum Vorschein. Hier trifft sie auf ihren Bruder Jonte, der sich durch den Aufenthalt im Schattenhaus sehr verändert hat. Es kommt zum Kampf zwischen Flinn und Jontes Begleitern. Flinn will mit Jonte zusammen zurück in den Welten-Express fliehen, muss aber den Rückweg allein antreten. Zurück im Zug begibt Flinn sich aufs Dach und ruft die Weltenstromer, damit diese mit ihrem Atem Garabinas magisches Teleskop auftauen, so dass Garabina die Zeit wieder vordrehen und so die Lehrer wieder erwachsen werden lassen kann. Das Vorhaben gelingt, die Magie des Zuges ist wieder hergestellt – Flinn hat den Welten-Express gerettet.

### Vom Suchen und Finden (Band 3 der Trilogie)
Band 3 sollte ursprünglich Ende 2020 erscheinen. Die Veröffentlichung wurde auf unbestimmte Zeit verschoben.

## Personen (in der Reihenfolge ihres Auftretens)
Flinn Nachtigall: Die dreizehnjährige Protagonistin. Trägt meist Holzfällerhemden und Boots. Vertreibt sich zuhause in Weidenborstel die Zeit mit Bumerangwerfen und Abhängen im stillgelegten Bahnhof. Will ihren Halbbruder Jonte finden, der der wichtigste Mensch in ihrem Leben ist. Hat zunächst kein Ticket für den Welten-Express.
Jonte Nachtigall: Fünfzehn Jahre alt. Flinns Halbbruder. Ist im Welten-Express verschwunden. Er ist nie anwesend, aber in der Geschichte sehr präsent.
Fedor Kulikow: Fünfzehn Jahre alt. Arbeitet im Welten-Express als Heizer, obwohl er ein Ticket hat. Zwischen ihm und Flinn knistert es.
Madame Fay Florett: Verrückte Magietechnologin. Arbeitet im Welten-Express als Lehrerin, um ihre verschwundene Schwester Jetti zu finden. Ihr Unterrichtsfach ist „Heldentum“.
Ratefy Lalamby: Der Koch.
Daniel Wheeler: Der Schulleiter. Daniel stammt aus Australien.
Curly Canvas: Der Hausmeister.
Garabina Blasco-Diaz: Eine Schülerin, die sich für etwas Besseres hält und aus mysteriösen Gründen von Madame Florett bevorzugt wird. Ihre ganze Familie wurde im Haus Delectus ausgebildet, nur sie hat ein Ticket für den Welten-Express bekommen. Warum, weiß niemand.
Pegs Havelmann: Eine Schülerin. Stammt aus Luxemburg. Ihre Eltern sind Puppenspieler und waren ebenfalls Schüler im Welten-Express. Beste Freundin von Flinn und Kasim.
Kasim: Ein Schüler. Ist in Indien auf der Straße aufgewachsen. Bester Freund von Flinn und Pegs.
Sture Anoi: Ein Schüler aus Grönland. Fordert Fedor zum streng verbotenen Parkour-Duell heraus.
Rakotobe Lalamby: Lehrer für das Fach „Strategie und Zuversicht“. Bruder von Ratefy, dem Koch.
Bert Willmau: Lehrer für das Fach „Benehmen“.
Signore Guarda-Fiore: Lehrer für das Fach „Kampfkunst“.
Mrs Steinman: Lehrerin für das Fach „Heldentum“ im Band 2. Kommt aus Südafrika, kleidet sich wie eine Großwildjägerin und hat großes Interesse an Flinn, dem „Tigerkind“.
Jakub Pavlak: Ein Schüler. Ist erst acht Jahre als und damit eigentlich zu jung für den Welten-Express, ist aber Waise und wurde daher aufgenommen. Verschwindet im Band 2, genau wie Jetti und Jonte vor ihm.

## Magische Begriffe, Dinge und Orte
Der Welten-Express: Ein magisches, rollendes Internat. Wer den festen Glauben daran hat, dass ihm eine große Zukunft bevorsteht, kann den Welten-Express sehen und erhält ein Ticket für den Zug. Normalsterbliche sehen statt des Zuges nur eine alte, rostige Draisine.
Das Schattenhaus: Auch „Haus Delectus“ genannt. Eine Schule für böse Magie, eine Art Anti-Welten-Express. Niemand weiß genau, wo sie liegt, aber es kursieren schlimme Gerüchte über sie.
Die Vigny-Akademie: Eine weitere magische Schule.
Pfau: Ein Schüler oder eine Schülerin im Welten-Express. Die Schulfarben sind Petrol und Gold, die Schuluniform für Jungen sind petrolfarbene Hemden mit goldenen Streifen über hellen Leinenhosen, die der Mädchen petrolfarbene Hemden mit goldenen Punkten über hellen Leinenröcken.
Pfog: Ein Pfau ohne Glauben (an sich selbst). Ein Mensch, der den Zug sehen kann, aber kein Ticket bekommen hat. Flinn ist ein Pfog, bis sie ihr Ticket erhält.
Rohlinge: Die Bordwährung. Die Schüler können Rohlinge gegen die jeweilige Landeswährung eintauschen, um bei Aufenthalten in einem Bahnhof etwas zu kaufen.
Rachensnaff: Eine magische Süßigkeitenmarke. Bekannte Produkte sind unter anderem Seidenkracher, Beamtenkugeln und Ingwersnaff.
Timothy & Nicks: Der einzige gesellschaftsgeprüfte Bahnhofsbedarf für Magietechnologie. Verkauft alle Arten von magischem Schnickschnack. Ein Paradies für Pfauen.
Tiderius: Einer der drei Weltenstromer in Form eines Tigers. Er gibt Flinn ihr Ticket für den magischen Zug. Die anderen beiden Weltenstromer sind Touft, die Bekassine und Navannau, der Hase.
Die Humphrylampe: Eine magische Lampe, die vor unbefugten Eindringlingen im Welten-Express warnt. Leuchtet sie golden, ist alles gut. Leuchtet sie schwarz, ist Vorsicht geboten!

## Die Wagenreihung im Welten-Express
0 - Lok
1. Lagerwagen
2. Gepäckwagen
3. Hausmeisterwagen
4. Küchenwagen
5. Speisewagen
6. Teebar
7. Bibliothek
8. Unterrichtswagen „Heldentum“
9. Unterrichtswagen „Strategie und Zuversicht“
10. Unterrichtswagen „Benehmen“
11. Studierwagen
12. Studierwagen
13. Aufenthaltswagen der Pfauen
14. Clubwagen
15. Schlafwagen der Pfauen (Mädchen)
16. Schlafwagen der Pfauen (Mädchen)
17. Schlafwagen der Pfauen (Jungen)
18. Schlafwagen der Pfauen (Jungen)
19. Aufenthaltswagen des Personals (mit Lehrerzimmer, Krankenzimmer und Pausenraum)
20. Direktoratswagen
21. Schlafwagen der Lehrer
22. Schlafwagen des Personals
23. Letzter Waggon (Aufenthalt streng verboten!)
24. Aussichtswagen

## Rezeption
Der Welten-Express greift zahlreiche Motive aus der „Harry Potter“-Welt auf (die Süßigkeitenmarke, der Laden für magischen Schnickschnack, die verschiedenen Schulen, der Kampf Gut gegen Böse, die Weltenstromer, die an den Patronus erinnern, der unsympathische Curly Canvas, der im Geheimen die Protagonistin beschützt etc.), entwickelt aber auch seine eigene magische Welt.
Der Welten-Express wurde in mehrere europäische Sprachen übersetzt und ist auch als Hörbuch erhältlich.

## Auszeichnungen
| Monat und Jahr | Auszeichnungen für „Der Welten-Express“    |
| -------------- | ------------------------------------------ |
| Juli 2019      | Goldener Bücherpirat                       |
| November 2019  | Saarländischer Kinder- und Jugendbuchpreis |

## Autorin
Anca Sturm wurde im Jahr 1991 in der Lutherstadt Eisleben geboren. Sie schreibt seit ihrem elften Lebensjahr.